# Anjeky Ankilikira
Anjeky Ankilikira is een plaats en commune in het zuiden van Madagaskar, behorend tot het district Ambovombe, dat gelegen is in de regio Androy. Tijdens een volkstelling in 2001 telde de plaats 10.068 inwoners.
De plaats biedt enkel lager onderwijs aan. 49% van de bevolking werkt er als landbouwer en 49% houdt zich bezig met veeteelt. De meest belangrijke landbouwproducten zijn mais en maniok, overige belangrijke producten zijn zoete aardappelen en cowpeas. Verder is 2% actief in de dienstensector.